# Deparia × kiyozumiana
Deparia × kiyozumiana là một loài dương xỉ trong họ Athyriaceae. Loài này được Y.Shimura mô tả khoa học đầu tiên năm 1980.
Danh pháp khoa học của loài này chưa được làm sáng tỏ. 